# Су-10
Су-10 (Изделие «Е») — советский экспериментальный скоростной бомбардировщик, разработанный в ОКБ П. О. Сухого и построенный в 1947 году. Испытаний в воздухе не проходил: на основании решения МАП в 1948 году работы по нему были прекращены и самолёт был передан в качестве учебного пособия в МАИ.

## История создания
Зимой 1946 года в ОКБ Сухого пришло постановление о создании нового бомбардировщика, который должен иметь четыре турбореактивных двигателя. Бомбардировщик предназначался для поддержки наземных войск и уничтожения противника в ближнем фронтовом тылу. К октябрю 1946 года был создан макет самолёта Су-10, который был утверждён государственной комиссией. В 1947 году начались заводские испытания, при которых самолёт был частично разрушен.
В начале 1948 года вышло Постановление Совета министров СССР, в котором говорилось о сокращении финансирования авиационной отрасли, а в июне вышел указ о закрытии проекта бомбардировщика Су-10.

## Конструктивные особенности[3]
Самолёт представлял собой цельнометаллический моноплан с высоко расположенным крылом. Экипаж самолёта состоял из четырёх человек: главный пилот, стрелок-радист, штурман и ещё один стрелок-наблюдатель, который мог прикрывать самолёт огнём сзади. Первые три члена экипажа размещались в носовой части самолёта, четвёртый находился в кормовой.
Крыло — двухлонжеронное с работающей обшивкой, лонжероны балочной конструкции двутаврового сечения, стрингера из прессованных уголков. Каждая консоль крыла имела две секции элерона (левая внутренняя снабжалась триммером) и четыре секции щитков-закрылков.
Фюзеляж — металлический полумонокок, каркас состоит из шпангоутов, стрингеров, нескольких лонжеронов и работающей гладкой обшивки.. Штурманская кабина занимала переднюю часть фюзеляжа и имела отличный круговой обзор. Выше её была размещена кабина пилота и радиста. Под кабиной пилотов была передняя стойка шасси и ниша, в которую она складывалась. Позади кабины пилотов был размещён один из топливных баков. Средняя часть фюзеляжа представляла собой грузовой отсек, в котором были проделаны люки для сбрасывания бомб. В конце отсека был установлен ещё один топливный бак, а за ним система парашютного тормоза самолёта. Фюзеляж заканчивался кабиной стрелка. К кабине был присоединён трап, по которому стрелок мог подняться в свою кабину. Хвостовая часть фюзеляжа (ХЧФ) со стрелковой кормовой установкой аварийно отделялась для обеспечения покидания самолёта стрелком кормовой установки.
Силовая установка — четыре турбореактивных двигателя ТР-1А. Двигатели размещались на крыле попарно друг над другом. Такая установка была вынужденной — выгоднее было бы взять два двигателя вдвое большей мощности, но их тогда не было. Конструкторами был продуман сдвиг двигателей в вертикальной плоскости, что позволило сократить расстояние между ними. За счёт того, что двигатели были расположены ближе к передней части крыла это позволило достичь лучших характеристик конструкции самолёта. Для защиты от воздействия горячих газовых струй на нижней обшивке крыла предусмотрели установку гофрированный жаропрочной панели.
Для уменьшения длины разбега на самолёте использовались стартовые ускорители — пороховые ракеты. Крепление четырёх стартовых ускорителей на самолёте осуществлялось по бортам фюзеляжа при помощи специальных замков. Они обеспечивали автоматическое сбрасывание ускорителей после их выгорания или аварийное сбрасывание лётчиком. Хвостовое оперение. Киль — силовой набор два лонжерона и 16 нервюр, обшивка работающая толщина от 0,8 до 2,0 мм. Киль крепился к фюзеляжу при помощи стенок лонжерона и стыковых лент. Стабилизатор крепился к килю двумя узлами на переднем лонжероне у первой нервюры и через балочку в носке, соединённой с подъёмным механизмом стабилизатора. Все рулевые поверхности снабжались триммерами.
Шасси — трёхопорное, убирающееся в полёте. Носовая стойка не имела боковых подкосов, она закреплялась на фюзеляже и убиралась при помощи ломающегося заднего подкоса. На этой стойке крепились два спаренных тормозных колеса. Основное шасси было спроектировано по трёхстержневой схеме, с передним и боковым подкосами. Ломающийся боковой подкос являлся звеном механизма, при помощи которого происходила уборка шасси. Особенностью этого шасси явилось использование полувилки для консольного закрепления колёс. Такая конструкция позволяла убирать основные стойки шасси в тонкое крыло без применения больших обтекателей на его поверхности.
Управление выполнялось с помощью тросов и тяг. Управление рулём высоты выполнялось полностью тягами, проходившими по фюзеляжу в направляющих патронах, а в киле осуществлялось качалками. Управление рулём направления выполнялось в пределах большей части фюзеляжа тросом, а в хвостовой части киля тягами. В продольное, путевое и поперечное управление были включены бустерные механизмы, так как возникали большие усилия на органах управления. Приводные цилиндры бустеров размещались в хвостовой части фюзеляжа. Бустерные приводы в управлении элеронами находились в крыле. В систему управления были включены рулевые машинки к электрическому автопилоту, связанному с прицелом, для точной наводки самолёта на цель при бомбометании.
Гидросистема — состоит из трёх отдельных частей. Первая часть обеспечивала подъём и выпуск шасси и закрылков и работу тормозных систем колёс, данная часть работала от гидравлических помп левого двигателя. Вторая часть работала от помп правого двигателя и была предназначена для работы стабилизаторов, бомболюков и поворота стрелковой башни. Третья часть работала от второй помпы правого двигателя и обеспечивала работу рулей высоты и направления, а также обеспечивала работу элеронов. Даже при возникновении аварийной ситуации гидравлика могла обеспечить нормальную работу всех систем самолёта.
Оборудование. Для оборудования, которое предполагалось применить на самолёте необходимо было большое количество электроэнергии. Это привело к тому, что на самолёте было установлено четыре генератора мощностью 3000 Вт каждый. Основные потребители электроэнергии: две электрифицированные турели, радиоаппаратура, электрический автопилот и шесть помп подкачки горючего.
На самолёте было установлено кислородное оборудование, включающее в себя несколько кислородных баллонов и приборов кислородного питания.
Вооружение. Стрелково-пушечное вооружение: неподвижная носовая установка под пушку калибра 20 мм, верхняя турельная установка под две пушки калибра 20 мм, кормовая установка из двух пушек позволяла вести стрельбу вверх, вниз и в стороны. Бомбардировочное оборудование размещалось в фюзеляжном бомбовом отсеке самолёта — бомбовая нагрузка до 4000 кг. Управление сбрасыванием электрическое.

## Лётно-технические характеристики
Технические характеристики
- Экипаж: 4 чел.
- Длина: 19,06 м
- Размах крыла: 20,60 м
- Высота: 6,56 м
- Площадь крыла: 71,30 м²
- Масса пустого: 11 300 кг
- Нормальная взлётная масса: 18 950 кг
- Максимальная взлётная масса: 21 230 кг
- Масса топлива во внутренних баках: **Нормальная: 5300 кг
  - Максимальная: 7500 кг
- Силовая установка: 4 × ТРД ТР-1
- Тяга: 4 × 1400 кгс

Лётные характеристики
- Максимальная скорость:  
  - На земле: 810 км/ч
  - В воздухе: 850 км/ч
- Дальность полёта: 1500 км
- Разбег: 1000 м
- Практический потолок: 12 000 м

Вооружение
- Стрелково-пушечное: 5 × 20-мм пушки Б-20Э:
  - одна неподвижная вперёд, спаренная на верхней турели;
  - две - в хвостовой установке под вертикальным оперением.
- Бомбы: 1000-4000 кг.